# Boudou Mango
Boudou Mango est une localité du Cameroun située dans l'arrondissement de Bogo, le département du Diamaré et la région de l’Extrême-Nord.

## Population
En 1975, la localité comptait 105 habitants, des 67 Peuls et 38 Massa.
Lors du recensement de 2005, on y a dénombré 387 personnes.